# Federación Canina de Venezuela
Federación Canina de Venezuela (FCV) är Venezuelas nationella kennelklubb. Den är medlem i den internationella kennelfederationen Fédération Cynologique Internationale (FCI). Den är de venezuelanska hundägarnas intresse- och riksorganisation och för nationell stambok över hundraser. Organisationen grundades 1952.